# Johannes Feitzinger

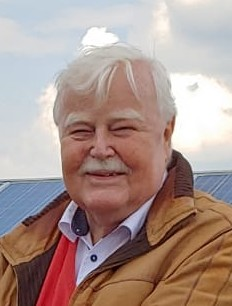
Johannes Feitzinger

Johannes Viktor Feitzinger (* 2. März 1939 in Troppau) ist ein deutscher Astrophysiker und ehemaliger Direktor der Sternwarte und des Planetariums Bochum.

## Leben
Nach der Vertreibung aus dem Sudetenland machte Johannes Feitzinger im Jahre 1959 in Aschaffenburg Abitur. Das Studium der Astrophysik und Mathematik absolvierte er am Lehrstuhl für theoretische Astrophysik in Tübingen und beendete es  mit der Promotion im Jahre 1972 mit der Arbeit Die dynamische Wechselwirkung zwischen der Milchstraße und den Magellanschen Wolken bei Gerhard Elwert. 1974 wurde er wissenschaftlicher Assistent am  Astronomischen Institut der Ruhr-Universität Bochum, nach der Habilitation 1979 wurde er 1984 zum Professor ernannt.
1986 erfolgte die Berufung auf den Direktorenposten der Sternwarte und des Planetariums Bochum, gleichzeitig war er Professor für Astronomie/Astrophysik an der Ruhr-Universität Bochum. Feitzinger war Mitinitiator und Gründungsmitglied des Rates Deutscher Planetarien 1987, Mitglied im Akademischen Rat der Humboldt-Gesellschaft für Wissenschaft, Kunst und Bildung, Mitglied der New York Academy of Sciences,  Mitglied der International Astronomical Union und dort Vertreter der deutschen Astronomie in der Fachgruppe für Astronomische Lehre (als gewählter Delegierter des Rates Deutscher Sternwarten), Mitglied der internationalen wissenschaftlichen Astronomischen Gesellschaft Deutschland. Er war zweimal für je zwei Jahre Sprecher des Rates Deutscher Planetarien und anschließend Stellvertreter.
Feitzinger war im Herausgeberbeirat der Zeitschrift Astronomie und Raumfahrt im Unterricht von 1990 bis 2018. Er schrieb für die Monatszeitschrift Astronomie und Raumfahrt im Unterricht, Friedrich/Klett Verlag von 1989–2019. Er verfasste die Vorschau auf den Sternenhimmel des Monats in der Westdeutschen Allgemeinen Zeitung von 1992–2012.
Johannes Feitzinger ist seit 2004 im Ruhestand. Für 2019 wurde ihm der Bruno-H.-Bürgel-Preis zugesprochen.

## Schriften (Auswahl)
- Extragalaktische Objekte. In: Günter D. Roth (Hrsg.): Handbuch für Sternfreunde. Band 2. Springer Verlag, Berlin 1989, S. 541 – 588.
- Von Galaxie zu Galaxie – Die Unendlichkeit des Universums. In: Uwe Schultz (Hrsg.): Scheibe, Kugel, Schwarzes Loch. Die wissenschaftliche Eroberung des Kosmos. Beck’sche Verlagsbuchhandlung, München 1990, ISBN 3-406-34719-3.
- Unterwegs auf der Milchstraße. Die Erkundung unserer Galaxis, Franckh-Kosmos Verlag, Stuttgart 1993
- Extragalactic Objects. In: Compendium of Practical Astronomy. Band 3. Springer Verlag, Berlin, New York 1994, S. 199–244.
- Kosmische Horizonte Spektrum, Akademischer Verlag 2001
- Sterne und interstellare Materie (mit H. Scheffler) und Galaxien. In: W. Raith (Hrsg.): Sterne und Weltraum. de Gruyter Verlag, Berlin 2002 (Band 8 der Reihe Bergmann-Schaefer Lehrbuch der Experimentalphysik).
- Die Milchstraße. Innenansichten unserer Galaxie, Spektrum Akademischer Verlag, Heidelberg, 2002
- Wie kommen die Jahreszeiten zustande? und Die Mondillusion und der gestauchte Himmel. In: V. Kasten (Hrsg.): Von der Erde zu den Planeten. Das Sonnensystem. Spektrum Akademischer Verlag, Heidelberg 2002.
- Der südliche Himmelspol, das Kreuz des Südens und Ptolemäus., Was ist die Milchstraße?, Die Magellan’schen Wolken., Die lokale Gruppe. und Spiralstruktur in Sternsystemen. In: V. Kasten (Hrsg.): Von den Sternen zu den Galaxien. Die Milchstraße und der Kosmos. Spektrum Akademischer Verlag, Heidelberg 2003.
- Galaxien & Kosmologie Aufbau und Entwicklung des Universums, Kosmos Verlag – 2007
- Das Milchstraßenband - Sterne, Sterne und kein Ende. In: Andreas Sentker, Frank Wigger (Hrsg.): Faszination Kosmos – Planeten, Sterne, schwarze Löcher (= ZEIT – Wissen Edition). 2008, S. 89–111.
- Extragalactic Objects. In: Günter D. Roth (Hrsg.): Handbook of Practical Astronomy. Springer Verlag, Heidelberg 2009, S. 667–695.